# Porta Medina

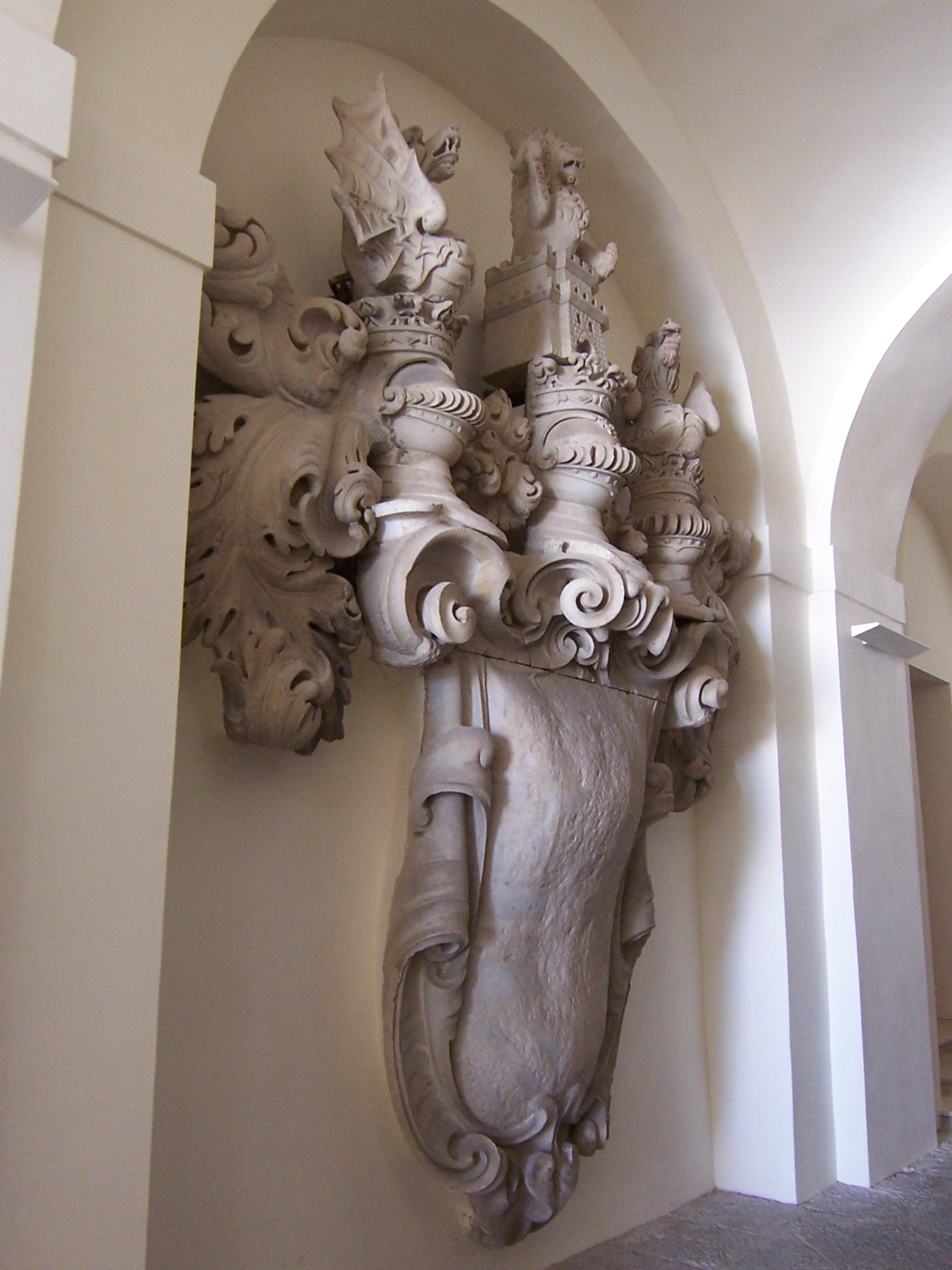
Stemma reale che sormontava la porta, conservato nell'androne delle carrozze del museo di San Martino

Porta Medina era un'antica porta della città di Napoli, che sorgeva all'inizio di piazza Montesanto, al termine di via Portamedina.

## Storia
Nel 1597 durante il viceregno del conte di Olivares Enrique de Guzmán fu praticata abusivamente (analogamente a quanto avvenne per Port'Alba) un'apertura (in napoletano pertuso) nella murazione in modo tale da agevolare il passaggio di coloro che provenivano dalla zona collinare, i quali per entrare in città dovevano giungere fino alla porta dello Spirito Santo.
Nel 1640 durante il regno di Filippo IV, Cosimo Fanzago, incaricato dal viceré duca di Medina, provvide a realizzare la porta, ai cui lavori collaborò anche Bartolomeo Picchiatti, regolarizzando il pertuso aperto. Per tale motivo la porta, che fu dedicata al viceré, continuò ad essere appellata dal popolo porta Pertuso.
La porta mostrava il suo prospetto principale sulla piazza di Montesanto e subì numerosi danni durante i fatti d'armi del 1799, quando lo stemma reale, che si trovava al di sopra dell'epigrafe dedicatoria e degli stemmi vicereali e della città, fu seriamente danneggiato assieme a tutte le strutture in marmo della porta.
Nel 1873 il municipio cittadino, d'accordo con una società francese che intendeva allestire nella zona dei mercati, procedette alla demolizione da cui si salvarono gli stemmi e l'epigrafe dedicatoria, conservati prima al Museo Archeologico Nazionale e poi dal 1889 al Museo di San Martino. Il busto di San Gaetano di Thiene e l'iscrizione che ne ricordava l'opera salvifica sulla città dalla peste del 1656, posti sul lato posteriore della porta, furono conservati nella sacrestia della chiesa di Santa Maria delle Grazie in Montesanto.
In piazza Montesanto un'epigrafe dettata da Giulio Minervini e posta su un edificio di fronte alla Stazione della Cumana ricorda il luogo dove si trovava questa antica porta:
Fu dunque l'ultima grande porta cittadina ad essere costruita e fu anche l'ultima, sino ad oggi, ad essere abbattuta.